# Jeju (tỉnh)
Tỉnh tự trị đặc biệt Jeju hay Jeju-do (Hán-Việt: Tế Châu đạo, Hangul: 제주특별자치도, Hanja: 濟州特別自治道, Hán-Việt: Tế Châu Đặc biệt Tự trị đạo) là đơn vị hành chính tự trị đặc biệt cấp tỉnh của Hàn Quốc cũng như đảo Jeju. Jeju-do nằm trong eo biển Triều Tiên và về phía Tây Nam của tỉnh Jeolla Nam, thủ phủ là thành phố Jeju.

## Tên gọi
Jeju-do cùng đảo Jeju còn có một số tên gọi khác như:
- Samdado (phiên âm Hán-Việt: Tam đa đảo, nghĩa là "đảo 3 nhiều"): đảo Jeju còn được gọi là đảo Tam Đa vì ở trên đảo có nhiều gió, đá và các cô gái.
- Sammudo (phiên âm Hán-Việt: Tam vô đảo, "đảo 3 không"): đảo Jeju còn được gọi là đảo Tam Vô vì nơi đây không có trộm cắp, người ăn xin và cửa chính trước các ngôi nhà.
- Tamna: đảo Jeju được gọi là đảo Tamna (phiên âm Hán-Việt: Đam La) - tên của một vương quốc cổ đã tồn tại trong khoảng 464 năm trên đảo.

## Địa lý
Jeju-do có diện tích 1.845 km² và cách đất liền khoảng 100 km.
Jeju hình thành do núi lửa cách đây khoảng 2 triệu năm. Ngọn núi lửa Hán Noa trên đảo cao 1.950 mét cũng là đỉnh núi cao nhất Hàn Quốc.
Do vị trí địa lý, khí hậu của Jeju thuộc loại bán nhiệt đới với đủ bốn mùa nhưng nóng hơn vùng đất liền. Mùa hè mưa nhiều, mùa đông se lạnh và tương đối khô.

## Lịch sử
Vùng đất Jeju khi xưa là Vương quốc Đam La nhưng vương quốc này bị nhà Triều Tiên tiêu diệt và sáp nhập lãnh thổ vào năm 1404.
Năm 1910, Đế quốc Nhật Bản sáp nhập bán đảo Triều Tiên. Sau Thế chiến II, chủ quyền, quyền quản lý và kiểm soát đảo được trao lại cho chính phủ Hàn Quốc. Năm 1946, Jeju được tách ra khỏi Jeolla Nam - trở thành tỉnh Jeju. Năm 2006, Jeju được trao quyền tự trị. Đây là địa phương tự trị duy nhất của Hàn Quốc.

### Phân chia hành chính
Bao gồm 2 thành phố là:
- Jeju
- Seogwipo

## Xã hội & Kinh tế
Jeju tính đến năm 2004 có khoảng 560.000 dân.
Sở hữu những thắng cảnh như thác Thiên Đế, thác Thiên Trì và núi Hán Noa, ngành du lịch đóng góp một phần đáng kể vào nền kinh tế Jeju.
Ngành canh nông Jeju có đặc sản là quýt.

## Tôn giáo
Tôn giáo ở Jeju (2005)
Theo điều tra dân số năm 2005, 17.5% dân số của Jeju-do theo Kitô giáo (10.3% Tin Lành và 7.2% Công giáo) và 32.7% theo Phật giáo, 49.8% không theo tôn giáo nào, số ít còn lại theo chủ nghĩa Muism và các tôn giáo bản địa khác.